# Wohnortnahe Dermatologische Rehabilitation
Unter Wohnortnaher Dermatologischer Rehabilitation versteht man die medizinische Rehabilitation von Patienten mit chronischen Hautkrankheiten im heimatlichen Klima unter Beibehaltung des Kontakts zu ihrem psychosozialen Umfeld. Die Wohnortnahe Rehabilitation steht im Kontrast zur traditionellen wohnortfernen Rehabilitation z. B. an der Nordsee oder im Gebirge, bei der der hautkranke Patient sich in der Regel fernab von seiner Familie und seinem Freundeskreis für mehrere Wochen in einem anderen als seinem gewohnten, alltäglichen Klima (Klimatherapie) befindet.
Aus der sehr häufigen Beobachtung heraus, dass schon auf der Rückfahrt vom wohnortfernen Kurort bzw. kurz nach der Rückkehr ins heimatliche Klima und ins häusliche Umfeld eine erneute Verschlechterung des Hautzustandes der Patienten (meist mit Psoriasis = Schuppenflechte oder Atopischem Ekzem =  Neurodermitis) eintritt, ist die Idee der Wohnortnahen Dermatologischen Rehabilitation geboren worden. Im Ruhrgebiet wurde diese Idee bereits im Januar 1996 mit der Gründung des ersten Deutschen Zentrums für Dermatologische und Allergologische Rehabilitation inmitten eines städtischen Ballungsgebietes – Rhein-Klinik St. Joseph Duisburg - durch Johannes Kunze und Bernd Kardorff in die Tat umgesetzt. Verschiedene Fernsehdokumentationen (u. a. Hobbythek-Neurodermitis) haben in den letzten Jahren über dieses Modellprojekt für chronisch hautkranke Patienten berichtet.